# Горский, Вадим Сергеевич
Вадим Сергеевич Горский (1 мая 1905, Гатчина — 8 ноября 1937, Харьков) — советский физик, специалист по рентгеноструктурному анализу. Выпускник физико-механического факультета Ленинградского политехнического института (1927). В 1920-е был участником знаменитого семинара профессора П. С. Эренфеста. В 1930 г. вместе с И. В. Обреимовым перешел в Украинский ФТИ (ныне Харьковский физико-технический институт). Активно изучал процессы упорядочивания-разупорядочивания сплавов Cu-Au. Впервые рассмотрел вопрос диффузии атомов в упругом поле, ввел понятие восходящей диффузии и диффузионного последействия. Арестован и расстрелян по делу УФТИ. На момент ареста — научный руководитель рентгеновской лаборатории. Проживал в Харькове, ул. Чайковского, д.16, кв.1.
Реабилитирован в 1956 году. Из характеристики Л. Д. Ландау для военной прокуратуры: «Вадим Сергеевич Горский был крупнейшим у нас в Союзе специалистом по рентгеноструктурному анализу. Достаточно сказать, что до настоящего времени, несмотря на прошедшие двадцать лет, мы не имеем в этой области физика, равной ему силы».